# Hugo Haelschner
Hugo Philipp Egmont Haelschner, född 29 mars 1817 i Hirschberg, Schlesien, död 17 mars 1889 i Bonn, var en tysk rättslärd.
Haelschner blev 1847 extra ordinarie, 1850 ordinarie professor i juridik vid Bonns universitet, 1868 medlem på livstid av preussiska herrehuset samt 1870 geheime justitieråd.